# 螞蟻章
螞蟻章（阿拉伯语：‎）是《古蘭經》的第27章（蘇拉）經文，共93節（阿亞）。著名的中國《古蘭經》翻譯家馬堅將「螞蟻」音譯為奈木勒。

## 概要
此蘇拉記載著各先知的故事，例如穆薩（摩西）、素萊曼（所羅門）以及撒立哈。先知們皆一致宣揚認主獨一的思想。在眾先知的故事中，素萊曼的故事是更為詳細的。素萊曼從戴勝鳥口中得知賽百邑女王（示巴女王）比勒琪斯（Bilqis）崇拜太陽神之後，便使她歸信了伊斯蘭教。《聖經》中描述的摩西所行使的神蹟，在《古蘭經》中也有提及。「螞蟻章」的名稱取自本蘇拉中記載的螞蟻故事，先知素萊曼能夠理解牠們之間的對話。

## 外部連結
- （中文）眾詩人章導讀 （页面存档备份，存于）
- （英文）（阿拉伯文）Altafsir.com （页面存档备份，存于）-螞蟻章注釋